# Justin A. McCarthy
Justin A. McCarthy (* 19. Oktober 1945 in Chicago) ist ein US-amerikanischer Professor der Geschichtswissenschaft und Demograf an der Universität von Louisville. Er gilt als Experte für die Geschichte und Demografie des Osmanischen Reiches, die Geschichte des Balkans und die Geschichte des Nahen Ostens. McCarthy ist ein Leugner des Völkermords an den Armeniern.

## Leben
Er diente in den Jahren 1967 bis 1969 im Peace Corps in der Türkei. Während dieser Zeit dozierte er an verschiedenen türkischen Universitäten. McCarthy wurde an der Universität von Kalifornien, Los Angeles im Jahre 1978 promoviert. Er ist Autor von Artikeln in der International Journal of Middle East Studies, einer Fachzeitschrift über den Nahen Osten und seine Geschichte. McCarthy sprach öfter vor einem türkischen Publikum und ist bekannt für seine Leugnung des Völkermords an den Armeniern. Er hänge „der offiziellen türkischen Schwindelversion“ des Genozids an den Armeniern „ein akademisches Mäntelchen“ um, schrieb Wolfgang Gust.

## Publikationen
- Muslims and Minorities: The Population of Ottoman Anatolia and the End of the Empire (December 1983, ISBN 0-8147-5390-6 hardcover)
- The Population of Palestine (1990), Institute for Palestine Studies Series. Columbia University Press. ISBN 978-0-231-07110-9
- Death and Exile: The Ethnic Cleansing of Ottoman Muslims, 1821–1922  Darwin Press, Incorporated (March 1996), ISBN 0-87850-094-4
- The Ottoman Turks : An Introductory History to 1923 (March 1997), ISBN 978-0-582-25655-2
- The Ottoman Peoples and the End of Empire ("Historical Endings" series) (April 2001), ISBN 978-0-340-70657-2
- Who Are the Turks?: A Manual for Teachers (January 2003) Who Are the Turks? PDF
- The Armenian Rebellion at Van (Utah Series in Turkish and Islamic Studies) (September 2006), ISBN 0-87480-870-7

## Auszeichnungen
- Award for Outstanding Scholarship, Research, and Creative Activity, University of Louisville, 1996[2]
- Verdienstorden, Republik Türkei, 1998[3]